# 김태환 (1989년)
김태환(金太煥, 1989년 7월 24일~)은 대한민국의 축구 선수로서 포지션은 풀백이다. 우측 풀백이 주 포지션이다. K리그1의 전북 현대 모터스 소속이다.

## 구단 경력
2009년 12월 FC 서울에 입단하였으며, 2010 시즌에 리그컵 포함 19경기에 출장하였다.
2013년 1월 성남 일화 천마로 이적하였다. 7월 3일 전주월드컵경기장에서 열린 현대오일뱅크 K리그 클래식 2013 16 라운드 전북과의 원정 경기에서, 부상자가 발생해 성남이 자발적으로 아웃시킨 공을 전북 이동국이 경기를 재개하기 위해 성남 골키퍼 쪽으로 찬다는 것이 너무 강하게 날아가 그대로 성남의 골망을 가른 후 발생한 몸싸움 상황에서 상대팀 선수를 밀쳐 데뷔 후 첫 레드 카드를 받았다.
2015년 2월 울산 현대 축구단로 이적하였다. 29 라운드인 전북 현대와의 홈 경기에서 포지션을 우측 풀백으로 전환하여 출전한 것을 시작으로 남은 하위 스플릿 경기들에서도 우측 풀백으로 출전하여 11경기 무패 행진을 이끌었다.
2016 시즌을 앞두고, 팀의 주장으로 선임되었다.
2016 시즌 종료 후, 상주 상무에 입대하였고 상주 상무에서 풀백 포지션에 정착하였다.
2018년 9월 4일에 전역하여 울산에 복귀하였고 2020 시즌 중 7월 19일에 있었던 강원과의 경기에서 300경기 출전을 달성했다.
2022 시즌 울산의 17년만의 K리그1 우승에 일조하였으며 시즌 종료 후 K리그 베스트 11 DF 부문에 선정되었다.
2023 시즌에도 울산의 K리그 우승을 이끌어냈다.
2023 시즌 후 FA 신분이 되었고, 2024년 1월 3일에 울산의 라이벌 팀인 전북 현대로 이적한다는 소식에 울산 팬들의 분노를 불러일으켰다.
그 후, 2024년 1월 14일 전북으로 이적하였다.

## 국가대표팀 경력
2011년 3월 25일 온두라스, 29일 몬테네그로와의 친선경기에 나설 국가대표 27명의 명단에 포함되어 처음으로 국가대표팀에 선발되었다.
2014년 1월 25일 코스타리카와의 경기에서 A매치 데뷔전을 치렀다.
2015 동아시안컵에 참가하는 대한민국 대표팀 예비엔트리에 뽑혔으나 최종명단에 들지 못하였다.
2018년 1월 15일 튀르키예 전지훈련을 앞두고 4년 만에 태극마크를 다시 달게 되었다.
2019년 EAFF E-1 풋볼 챔피언십에 뽑혀 전경기 풀타임 소화하면서 3회연속 우승에 기여하였다.

## 경력 목록

### 클럽 경력
- 2010년 ~ 2012년 FC 서울
- 2013년 ~ 2014년 성남 일화 천마 / 성남 FC
- 2015년 ~ 2024년 울산 현대 축구단
- 2017년 ~ 2018년 상주 상무 (군복무)
- 2024년 ~ 현재 전북 현대 모터스

## 수상 내역

### 클럽

#### FC 서울
- K리그 우승 2회 (2010년, 2012년)
- 리그컵 우승 1회 (2010년)

#### 성남 FC
- FA컵 우승 1회 (2014년)

#### 울산 현대 축구단
- AFC 챔피언스리그 우승 1회 (2020)
- K리그1 우승 2회 (2022, 2023)

### 국가대표

#### 대한민국
- EAFF E-1 풋볼 챔피언십 우승 1회 (2019)

### 개인
- K리그1 베스트 11 : 2019, 2020, 2022
- EA Most Selected Player상 : 2023